# Rude boys
Rude boy, rudeboy, rudie, rudi nebo rudy bylo v 60. letech na Jamajce označení pro mladistvé delikventy a kriminálníky. Od té doby značně změnilo svůj význam. V pozdně sedmdesátých letech, kdy v Anglii zažívalo znovuzrození 2 Tone ska, se začal termín rude boy, rude girl či podobné výrazy používat pro fanoušky tohoto stylu a to se s nimi neslo do doby vzniku third wave ska subkultury. Ve Velké Británii se kolem roku 2000 začaly termíny rude boy a rude girl používat pro slangové označení (převážně mladých) lidí, jenž se pohybovali ve street art kultuře, podobně jako termíny gangsta nebo badman.

## Historie

### Rude boys, jejich hudba a styl života
Rude znamená v jamajské angličtině drzý,drsný nebo hrubý. Ačkoliv se rudies vyznačovali určitými prvky subkultury, nedá se o nich hovořit jako o subkultuře, ale spíš jako o pouličních zlodějíčcích a chuligánech. Vznik rude boys podnítily sociální nerovnosti a tlaky, panující v 60. letech na Jamajce. V počátcích hnutí se těmto lidem říkalo scoflaws[zdroj?] a nebo dancehallcrashers, neboť obvykle nepracovali a na produkcích místních sound systémů a kapel často dělali výtržnosti a vyvolávali konflikty. Toho často využívali majitelé soundsystémů a rude boye si najímali jako vyhazovače a nebo je posílali bojkotovat konkurenční sound systémy. Na živobytí si rude boys vydělávali drobnými podvody a krádežemi, často také prodávali marihuanu. Rudies byli jedni z mála kdo se nebáli brutality zkorumpovaných policistů a proto bývali oblíbeni i u chudých obyvatel ghett, kteří byli často vystavováni šikaně ze strany policie. Dá se říci, že Rude boys žili jako gangsteři, také se dle toho oblékali: klasická černá saka, bílé košile a kšandy, krátké kravaty, klasické pork pie hat kloboučky, černé brýle a typický účes continental (což byla hlava ostříhaná na ježka s kotletami, později tento účes převzali skinheads). Jejich hudbou bylo Ska (styl hudby vzniklý z jamajského boogie, rhythm and blues, jazzu) a rocksteady. Rude boys dokonce vymysleli originální styl tance na ska (tzv. skanking), který byl mnohem rychlejší něž byl tradiční styl(kingston beat). Tanečníci rytmicky pohybovali rukama dopředu a zpět, ve výsledku to vypadalo jako, když běží na místě.
Kolem roku 1964 rudies pronikli i do Ska, nejen jako námět textů, ale i jako zpěváci (např.: Lauer Aitken, Prince Buster, Desmond Dekker, Derrik Morgan a ve svých začátcích i Bob Marley a Peter Tosh). Zhruba o dva roky později se náhle Ska začalo zpomalovat a stálé více do něj pronikal soul - vzniklo rock steady. Rock steady se stalo opravdovou hudbou rude boys; co se týkalo textů a interpretů, vznikly klasické písně jako 007 shanty town (Desmond Dekker) a Rudy, A Message To You (Dandy Livingstone).

### Anglie, Mods, Skinheads
V 60. letech mnoho Jamajčanů emigrovalo do Anglie, mezi nimi i rude boys, kteří si sebou samozřejmě přivezli i svojí hudbu. V Anglii v té době působila subkultura tzv. Mods, což byli mladí lidé, kteří poslouchali černošskou hudbu jako je soul, jazz, rhythm and blues jezdili na skútrech, ale také to byli první bílí návštěvníci na Ska koncertech, kde se setkávali s rude boys.
Tyto dvě subkultury se časem promíchaly a kolem roku 1967 vznikli z tzv. hard mods Skinheads. V té době se z některých rude boys stali skinheads a z části mods se stali hippies. Toto hnutí nemělo v počátcích nic společného s rasismem. Skinheads s menšími či většími úpravami přebrali oblékání rudies ale propojili ho s původními značkami, které nosili právě mods.

### Reggae a rudies
Na Jamajce se mezitím zrodil nový styl, který vznikl na přelomu let 1968/69 z Rock steady a jmenoval se Reggae(v počátcích také reggay). Asi do roku 1971, převažoval tzv. Early reggae styl,kde stále ještě vystupovali rude boys. Texty se týkaly zábavy, alkoholu, žen, ale také sociálních nerovností, ale nebyly ještě tak politické. Toto reggae poslouchali i skinheads,kteří měli i své písně např. Skinhead moonstop (Mr. Symarip). Do reggae stále více pronikali rastafariáni a s nimi i africká tradice - vzniklo Roots reggae. Bylo pomalejší než Early reggae a mnohem političtější a texty se týkaly marihuany a rastafariánství - to byl důvod, proč se skinheads od reggae odloučili. Tento styl v podstatě pohřbil Early reggae, ale rude boys nezanikli a stále byli věrni svému přesvědčení, i přesto se o nich zpívalo a zpívá i v Roots reggae.

### 2tone-znovuzrození
Rastafariáni rudies neměli rádi, ač spousta z nich jimi v minulosti byla, vytýkali jim jejich chuligánské chování v místních dancehallech a hlavně způsob života. S přechodem od Rock steady k Reggae se od tohoto životního stylu někteří z nich oprostili (Bob Marley, Peter Tosh). Koncem 70. let na Jamajce rude boys ubývalo a toto hnutí tu ve své původní podobě téměř zaniklo a někteří rude boys se začali stále více zaplétat s organizovaným zločinem (rude boys se na Jamajce vyskytují i dnes ale neoblékají se jako v 60.a 70. letech a neposlouchají ska ani rock steady, jsou to ale většinou jen obyčejní kriminálníci). V Anglii byla však úplně jiná situace - znovu se obrozovalo Ska a s nástupem hnutí 2 Tone se znovu objevili rude boys; vznikly i kapely složené z jamajských přistěhovalců a místních starousedlíků jako The Specials a The Selecter. 2tone v podstatě navazoval na tradici rudies, ale tito novodobí rude boys (i když se tak oblékali), už nebyli takoví chuligáni jako jejich jamajské protějšky, dokonce bylo občas i těžké je rozpoznat od mods či skinheads, protože přejímali oblečení jak čistě od jamajských rude boys tak i od skinheads a mods. Dnešní rude boys jsou většinou zarytí fanoušci ska, kteří berou rudies jako styl než jako sociální jev. V době 2tone éry (1979-81) bylo možné na koncertech opět vidět i rude boys, skinheads a mods pospolu, stejně tak jako kolem roku 1969.